# Pogromo de Shiraz
El Libelo de Sangre de Shiraz o Pogromo de Shiraz fue un brote de violencia contra la comunidad judía de Shiraz (Irán), organizado por la familia Ghavam (Qavam) el 30 de octubre de 1910, basándose en acusaciones de que los judíos asesinaron ritual y ceremonialmente a una joven musulmana (véase: libelo de sangre). 12 judíos murieron, 50 resultaron heridos, y 6,000 fueron despojados de sus pertenencias. Los eventos fueron documentados por un representante de la Alianza Israelita Universal en el lugar.

## Historia
Por los últimos 2,500 años, ha habido una significativa presencia judía en Irán. Ya en 1892, varios judíos fueron asesinados en Shiraz. En 1897, 20 murieron y tres sinagogas fueron quemadas. Los pogromos, expulsiones, y conversiones forzadas eran comunes en lugares como Zarqan, Lar, Jahrom, y otras áreas de la Provincia de Fars. Los ataques ocurrían anualmente durante finales del siglo XIX, finalmente terminando como resultado de la presión de Europa, según el historiador Jamshid Sedaghat. Según él, el pogromo de 1910 fue el último. El tratamiento hacia los judíos variaba según el gobernante, pero fueron particularmente discriminados durante las dinastías Qayar y Safávida.

## Eventos de 1910

### Antecedentes
A principios de octubre de 1910, mientras se limpiaban los pozos sépticos de una casa judía en Shiraz, unos trabajadores afirmaron haber encontrado un libro antiguo, cuyas páginas permanecían limpias y fueron reconocidas como parte del Corán. Más tarde, durante el primer día de la festividad de Sucot, varios judíos regresaban a sus hogares después de los servicios en la sinagoga cuando notaron a una mujer velada parada en la entrada de una casa con un paquete. Al darse cuenta, la mujer lo arrojó apresuradamente a otro pozo séptico cercano y huyó. Los residentes rápidamente lo recuperaron, encontrando en su interior otra copia del Corán. Temiendo más provocaciones tras ser informados del incidente, el representante de la Alianza Israelita Universal en la ciudad contactó a Mirza Ibrahim, el jeque principal de Shiraz en ese momento, quien prometió ignorar la provocación y brindar su ayuda en caso de ser necesario.

#### Acusaciones contra los judíos de Shiraz
A la noche siguiente, un grupo de personas ingresó a las casas de los dos rabinos principales de Shiraz, entre ellos Mollah Rabbi Shelomo. Los acompañaba un comerciante que afirmó que una de sus hijas, una niña de cuatro años, había desaparecido esa tarde en el barrio judío y que supuestamente habría sido asesinada ritualmente para extraerle sangre. Los rabinos negaron conocer el paradero de la niña musulmana y protestaron enérgicamente contra la acusación. El grupo se retiró, no sin antes amenazar con destruir el barrio si la niña no era encontrada antes del mediodía del día siguiente. A su vez, se halló el cuerpo de un niño a un kilómetro de la ciudad, detrás de un edificio abandonado, a cien metros del cementerio judío. Algunos creyeron que el cuerpo correspondía a la niña musulmana desaparecida y que había sido asesinada por los judíos. Sin embargo, se descubrió que era el cuerpo desenterrado de un niño judío que había sido enterrado ocho días antes.

### Pogromo
El 30 de octubre, una multitud comenzó a congregarse frente al palacio del gobierno, acusando a los judíos de haber asesinado a la menor y exigiendo venganza. El gobernador interino ordenó a las tropas dispersar a la "turba", pero la multitud se dirigió hacia el barrio judío, llegando al mismo tiempo que los soldados. Contraviniendo las órdenes recibidas, los soldados fueron los primeros en atacar a los judíos, dando así inicio a la violencia y el saqueo. El pillaje, que se prolongó durante seis o siete horas, no dejó intacta ni una de las 260 casas del barrio judío. El representante de la Alianza Israelita Universal describió los robos de la siguiente manera:

Se formó una cadena en la calle. Pasaban a lo largo de la línea alfombras, mercancía, productos [...], cualquier cosa que se pudiera vender. Todo lo que no tenía valor comercial o que, debido a su peso o tamaño, no podía ser llevado, se destruía. Las puertas y ventanas de las casas fueron arrancadas de sus bisagras y robadas, o simplemente eran destruidas también. Se levantaron los suelos de las habitaciones y los sótanos para ver si algo de valor se escondía debajo.

La mayoría de judíos logró escapar, buscando refugio en los hogares de conocidos musulmanes, en el consulado británico e incluso en mezquitas. Aquellos que permanecieron en el barrio fueron atacados, lo que resultó en un saldo de 12 muertos, 40 personas con heridas leves y 15 heridos graves por balas o golpes con objetos contundentes.

### Consecuencias
El barrio quedó completamente destruido. La Alianza Israelita Universal, en colaboración con el cónsul británico y algunos musulmanes locales, intentaron asistir a los judíos proporcionando pan, uvas y dinero. Un musulmán donó una tonelada de pan, el gobernador temporal envió dos toneladas adicionales, y el muftí contribuyó con unos 400 kilos más.